# تيفاني كوهن
تيفاني كوهن (بالإنجليزية: Tiffany Cohen) (11 يونيو 1966 – ) هي سبّاحة، من الولايات المتحدة، مثّلت بلادها في الألعاب الأولمبية الصيفية 1984، وسباحة في الألعاب الأولمبية الصيفية 1984 – سيدات 400 متر سباحة حرة ‏، وسباحة في الألعاب الأولمبية الصيفية 1984 – سيدات 800 متر سباحة حرة ‏.

## وصلات خارجية
- تيفاني كوهن على موقع الاتحاد الدولي للسباحة (الإنجليزية)
- تيفاني كوهن على موقع SwimRankings.net (الإنجليزية)
- تيفاني كوهن على موقع قاعة مشاهير السباحة العالمية (الإنجليزية)
- تيفاني كوهن على موقع اللجنة الأولمبية الدولية (الإنجليزية)
- تيفاني كوهن على موقع أوليمبيديا (الإنجليزية)